# Магнус II (герцог Брауншвейг-Вольфенбюттеля)
Магнус II Торкватус (нем. Magnus II. Torquatus; 1324 — 25 июля 1373) — герцог Брауншвейг-Вольфенбюттеля и Брауншвейг-Люнебурга (под именем Магнус I) с 1369 года из династии Вельфов. Прозвище «Торкватус» переводится как «с ожерельем».

## Биография
Магнус II был старшим сыном Магнуса I и его жены Софии Бранденбургской. В 1369 году после смерти отца наследовал герцогство Брауншвейг-Вольфенбюттель. Через несколько месяцев умер родственник Магнуса, Вильгельм II Брауншвейг-Люнебургский, завещавший ему свои владения. Однако император Карл IV объявил, что Брауншвейг-Люнебург как имперский лен переходит Асканиям — Альбрехту Саксен-Виттенбергскому и его дяде Венцелю.
Началась война за люнебургское наследство, продолжавшаяся несколько лет. Город Люнебург, уставший от постоянных денежных поборов Магнуса, перешел на сторону Виттенбергов.
В 1373 году во время битвы при Левесте (нем.) Магнус вступил в единоборство с графом фон Эверштайн и получил тяжелое ранение, от которого умер.

Брауншвейг на карте 1400 года

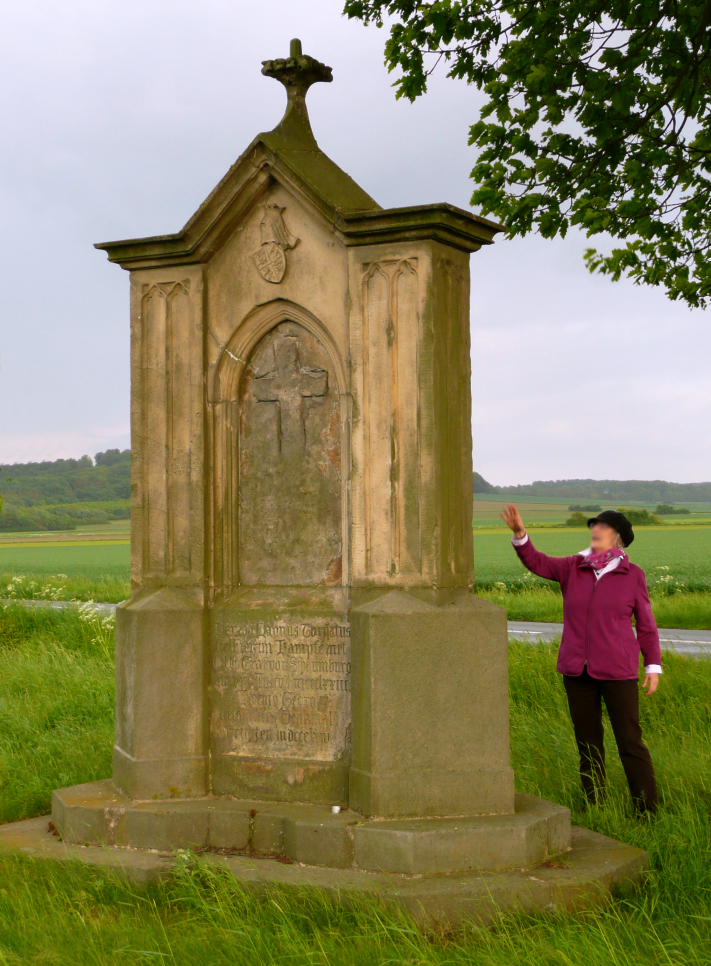
Памятник на месте гибели Магнуса II

## Дети
У Магнуса II и его жены Катарины Ангальт-Бернбургской было 11 детей:
- Катерина Елизавета ∞ Герхард VI Шлезвиг-Гольштейнский (ум. 1404)
- Фридрих I (1357—1400) ∞ Анна Саксонская (ум. 1440)
- Бернхард I (ум. 1434) ∞ Маргарита Саксонская (до 1370—1418)
- Генрих I (ум. 1416)
- Агнесса (ум. 1410) ∞ герцог Альбрехт I Брауншвейг-Грубенхагенский (1339—1383)
- Хелена ∞ граф Эрих I Хойский
- Елизавета (ум. 1420) ∞ граф Мориц IV Ольденбургский (1380—1420)
- Агнесса (до 1356 — до 1434) ∞ шведский король Альбрехт Мекленбургский
- София (1358—1416) ∞ герцог Эрих IV Саксен-Лауэнбургский (1354—1411)
- Мехтильда (род. 1370) ∞ граф Оттон III Хойский (ум. 1428)
- Оттон II (ок. 1364—1406), архиепископ Бремена.